# Bernardus Bauhusius
Bernardus Bauhusius (Antwerpen, 1576 – aldaar, 1619) was een Vlaams pater, jezuïet en liedschrijver, die schreef in het Latijn. Zijn werken worden tegenwoordig in diverse Belgische universiteiten bewaard. Bauhusius is de gelatiniseerde naam van Bauhuysen.

## Namen
Bernardus Bauhusius is onder diverse namen bekend: 
- Bauhuys
- Bauhuis
- Bernhard van Bauhuysen
- Bahusius
- Bouhuysen

## Werken
Enkele werken van Bauhusius zijn:
- Epigrammatum selectorum libri V (1616)
- ErycI Puteani Pietatis thaumata in Bernardi BauhusI ... proteum parthenium, vnius libri versum, vnius versus librum, stellarum numero, siue formis M. XXII. variatum (1617)
- Bernardi Bavhvsii et Baldvini Cabillavi [...] Epigrammata. Caroli Malapertii [...] poemata (bijdrage, uitgegeven in 1634)
- Poëmatum libri tres: quibus continentur elegiae de amore divino, etc (bijdrage, uitgegeven in 1728)